# Olof Nilsson i Tånga
Se även konstnären Olof W. Nilsson (1868–1956).
Olof Nilsson i Tånga, född 6 juli 1863 i Tånga, Välinge församling, Malmöhus län, död 9 juni 1928 i Ramlösa i Helsingborgs stad, var en svensk politiker (socialdemokrat). Han var riksdagsledamot 1912–1927 och jordbruksminister i Brantings regering 1920.
Nilsson föddes som son till lantbrukaren Nils Olsson och Johanna Olsdotter. Han arrenderade Tånga gård i Välinge mellan 1899 och 1912, varefter han blev ägare till gården. Olof Nilsson anslöt sig 1906 till det socialdemokratiska partiet och var 1909 till 1927 ledamot av Malmöhus läns landsting. Han invaldes 1911 till riksdagens andra kammare i Malmöhus läns norra valkrets, och invaldes några år senare i Malmöhus läns valkrets. Inom riksdagen verkade han huvudsakligen inom jordbruksutskottet där han blev ledamot 1914, var vice ordförande 1922–1923 samt ordförande 1924–1927. 
Nilsson var statsrevisor 1919 och 1925, tillhörde mars-oktober 1920 som chef för Jordbruksdepartementet den första socialdemokratiska ministären och var dessförinnan ledamot av Folkhushållningskommissionens jordbruksavdelning samt sakkunnig i bland andra kyl- och spannmålslagerhuskommittén. Han var ordförande för spannmålssakkunniga (1922-23) och tillkallad att inom Justitiedepartementet biträda vid utredningen av vissa jordfrågor (1924). 
Från 1921 var Nilsson ledamot av Socialdemokratiska arbetarepartiets styrelse och deltog 1911 i utarbetandet av partiets jordprogram. Han var från 1909 landstingsman i Malmöhus län.